# Castell de les Pujades
El castell de les Pujades és un edifici de Castellví de la Marca (Alt Penedès), declarat bé cultural d'interès nacional.

## Història
La primera referència documental és del 1177, quan Bertran de les Pujades, senyor del lloc, i la seva muller Sança feren donació de tots els alous situats dins el terme de Pacs del Penedès al seu fill Bernat, possiblement canonge de la Seu de Barcelona. El 1393, el castlà Bernat de Vilafranca es va casar amb Sabrina de les Pujades, i el 1405, la seva filla Blanca de Vilafranca i de les Pujades es va casar amb Joan Ermengol, senyor de Prades, que va viure al castell durant un temps. L'hereu fou el seu germà Pere Lluís. El 1443, la seva filla Isabel es va casar amb Pere Joan de Masdovelles i en els capítols matrimonials va rebre el castell per donació dels seus pares.
Miquel de Masdovelles-Vilafranca i Salbà va morir sense descendència el 1694, deixant com a hereva la seva vídua Maria Anna de Foixà i de Boixadors, contra qui el seu germà Josep de Masdovelles-Vilafranca i Salbà, canonge i ardiaca major de la Seu d'Urgell, instà un litigi pel patrimoni Masdovelles, al que també es va unir el seu cosí Ramon Desvalls i de Masdovelles. El procés, que es va allargar fins al 1755, va continuar amb Vicenç Domènec de Foixà-Boixadors (òlim de Xatmar i de Copons), varvassor de Foixà i de Boixadors, successor de Marianna; el notari Josep Brossa i Elias, gendre de Josep; i Antoni Desvalls i de Vergós, marquès del Poal, i el seu germà Manuel, nebots de Ramon, i finalment es va resoldre a favor de Francesc Desvalls i d'Alegre, fill d'Antoni.
El 1864, Joaquim Desvalls i de Sarriera, vuitè marquès de Llupià i cinquè d'Alfarràs, hi va fer edificar una gran masia, enderrocant el vell castell, i pel que sembla, se'n va emportar alguns elements arquitectònics al Laberint d'Horta, la seva residència principal.

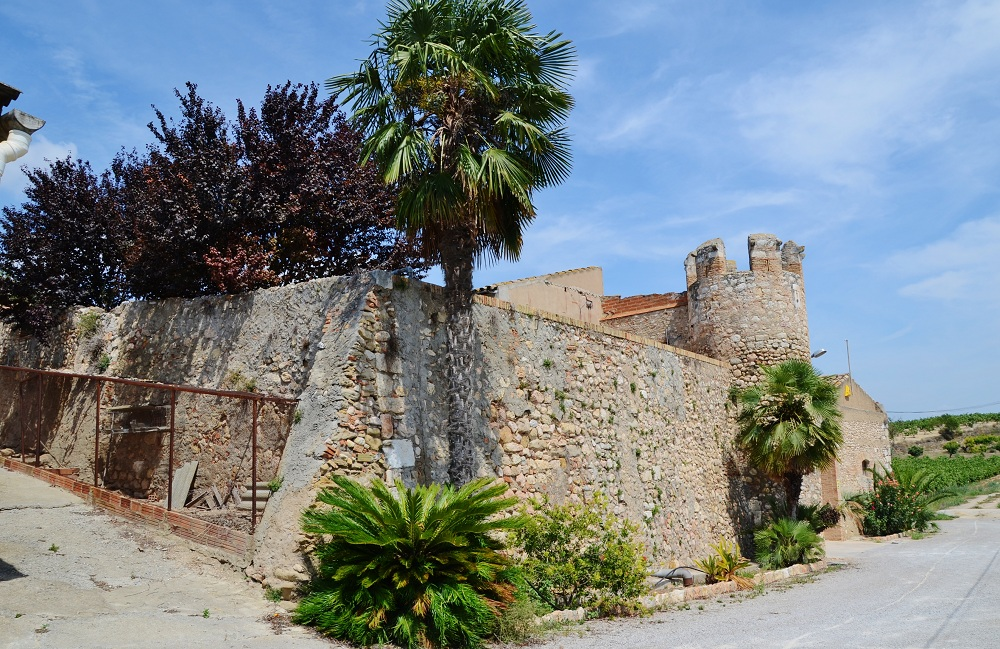
Baluard del recinte emmurallat

## Descripció
És una casa pairal fortificada de planta basilical, tancada dins d'un baluard. De les restes de l'antiga fortificació romanen uns sòlids murs amb contraforts i una torre circular al capdavall del baluard. D'uns 9 m d'alçària, és construïda amb pedra d'aparell petit i irregular. Té l'entrada des del baluard de la pairalia i és emmerletada. Damunt els merlets hi ha dues mènsules i una espitllera allargada al mig. S'hi observen espitlleres rodones als baixos, al pis (sota una finestra feta de carreus ben treballats) i a la part alta, avui tota tapiada. La torre és obra del segle xiv, encara que s'observen restes d'una obra anterior.